# 輔助性T細胞

抗原提呈刺激不同的未成熟的初始T細胞（naïve CD8+ and CD4+ T cells）分别變為成熟的“胞毒 CD8+T細胞”和“輔助CD4+T細胞”。

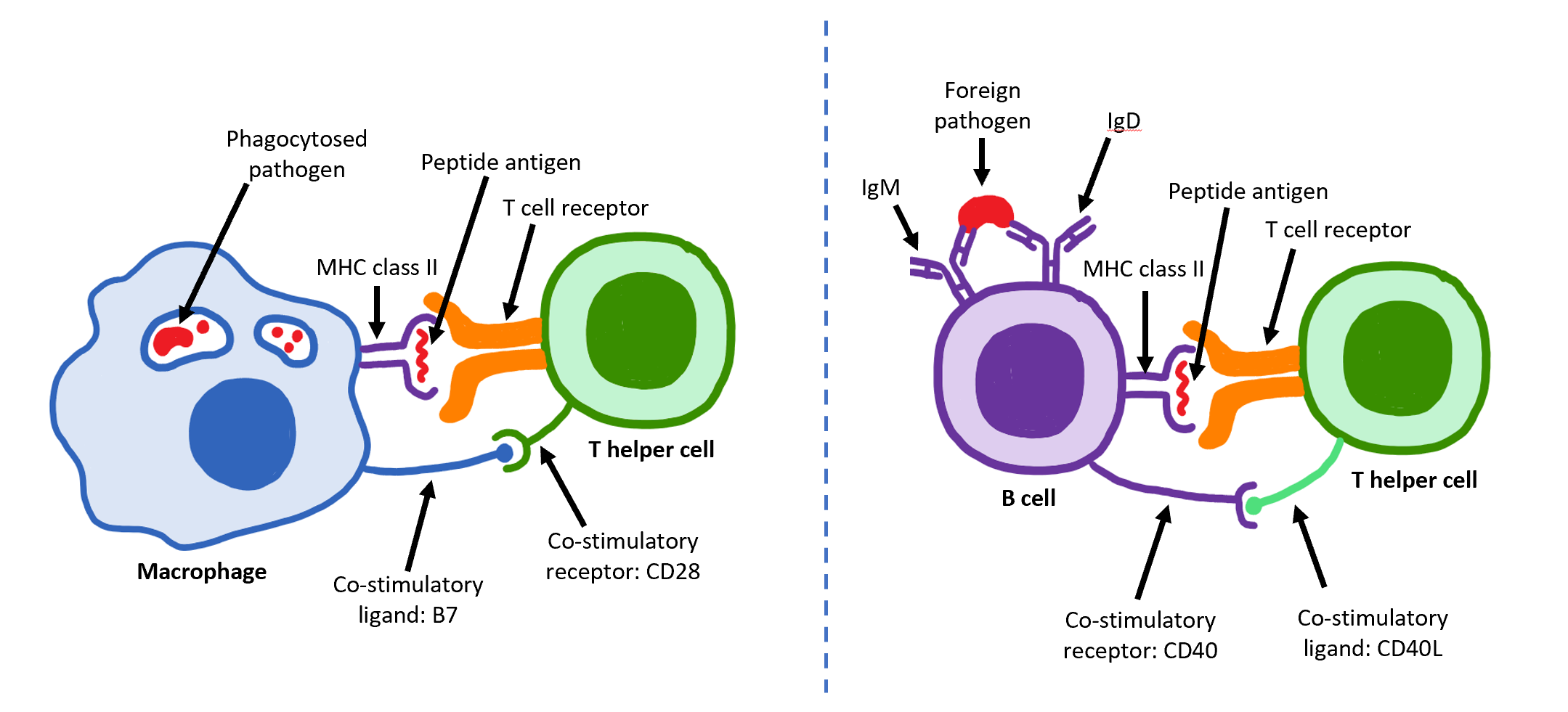
成熟的辅助T细胞可藉由细胞交互作用及细胞因子，帮助巨噬细胞和B细胞等抗原提呈细胞。

辅助性T细胞（T helper cell，Th）又稱輔助T細胞、CD4+ T细胞，是能辅助T、B细胞进行免疫应答的T细胞功能亚群，其表面有抗原受体，可以辨識抗原提呈細胞的MHC-II类分子呈獻的抗原片段。
一旦受到抗原刺激，Th细胞就會增殖和分化成作用性Th细胞（effector Th）和记忆Th細胞（memory Th）。
- 活化Th细胞分泌细胞因子、蛋白质或缩氨酸用来調控其它的免疫細胞；最通常是白介素（Interleukin），这可以使得B细胞分化成浆细胞。
- 记忆Th细胞对第一次接触的抗原进行特化，这可以在被称为“二次免疫应答”中起作用。

很多Th细胞在细胞表面表达CD4蛋白質。这种亲和力使得Th细胞和靶细胞可以在抗原特化反应中紧密地贴在一起。带有CD4分子的Th细胞称为CD4+ T细胞。輔助T细胞主要可區分為Th1、Th2、Th17及Thαβ等四種。

## TH1輔助細胞
TH1輔助細胞主要作用為對抗細胞內細菌及原蟲的免疫反應，其主要為白介素12（IL-12）所驅動誘發，其主要的執行的細胞因子是伽馬干擾素（IFNγ），其最重要的執行細胞為巨噬細胞（Macrophage），另外還有殺手CD8-T細胞、產生IgG的B細胞以及分泌IFNγ的CD4-T細胞等、其主要的轉錄因子為STAT4，另外還有T-bet等等 。CD4-T細胞分泌的IFNγ會活化巨噬細胞，使其能夠吞噬並消化掉細胞內細菌及原蟲，另外IFNγ也會活化iNOS而放出過氧化亞硝酸鹽等自由基而直接殺死細胞內細菌及原蟲。TH1免疫反應對應的是「第四型過敏反應」（Type 4 hypersensitivity）又称「迟發型超敏反应」（delayed type hypersensitivity），也就是過度的TH1表現將會導致巨噬細胞自體免疫疾病，比如麻風病或結核菌素過度反應以及第一型糖尿病等都屬此類。

## TH2輔助細胞
TH2輔助細胞主要作用為對抗細胞外多細胞寄生蟲的免疫反應，主要為白介素4（IL-4）所驅動誘發，而主要作用的細胞因子是IL-4、IL-5和IL-13；其最重要的執行細胞為肥大細胞（Mast cell）、嗜酸細胞（Eosinophil）及嗜鹼細胞（Basophil）；另外還有產生IgE的B細胞以及分泌IL-4/IL-5的CD4-T細胞等；其主要的轉錄因子為STAT6和GATA。CD4-T細胞分泌的IL-5會活化嗜酸細胞，使其能夠攻擊細胞外寄生蟲；另外IL-4和IgE會活化肥大細胞而放出組織胺（histamine）、血清素（serotonin）等，造成氣管收縮、腹瀉及腸蠕動而排出寄生蟲。TH2免疫反應對應的是「第一型過敏反應-IgE調節性反應和一般過敏」（Type1 IgE mediate hypersensitivity & allergy），也就是過分的TH2激活將會導致肥大細胞及嗜酸細胞過敏疾病，比如過敏性鼻炎、氣喘及異位性皮膚炎等都屬此類。

## TH17輔助細胞
TH17輔助細胞主要作用為對抗細胞外細菌及黴菌的免疫反應，其主要為白介素6（IL-6）及TGFβ所驅動誘發，其主要的執行的細胞因子是白介素1（IL-1）和白介素6（IL-6）以及TNFα，其最重要的執行細胞為嗜中性球（Neutrophil），另外還有產生IgG/IgA/IgM的B細胞以及分泌IL-17的CD4-T細胞等，其主要的轉錄因子為STAT3，另外還有RORγ等等。CD4-T細胞分泌的IL-17和TNFα會活化嗜中性球，使其能夠吞噬並消化掉細胞外細菌及黴菌，另外IL6等也會活化補體反應而直接殺死細胞外細菌及黴菌。TH17免疫反應對應的是「第三型過敏反應-免疫複合體及補體性反應」（Type3 Immune complex & complement hypersensitivity），也就是過分的TH17激活將會導致中性球自體免疫疾病，比如類風濕性關節炎或超敏反應（Arthus reaction）等都屬此類。

## THαβ輔助細胞
THαβ輔助細胞主要作用為對抗細胞內病毒的免疫反應，其主要為阿爾發或貝他干擾素（IFNα/β）所驅動誘發，其主要的執行的細胞因子是白介素10（IL-10），其最重要的執行細胞為自然殺手細胞（NK cells），另外還有殺手CD8-T細胞、產生IgG的B細胞以及分泌IL10的CD4-T細胞等，其主要的轉錄因子為STAT1和STAT3，另外還有IRF等。CD4-T細胞分泌的IL10會活化自然殺手細胞，使其能夠啟動ADCC作用殺死受病毒感染之細胞，使其发生凋亡而將細胞內病毒的DNA分解掉，另外IFNα/β也會抑制細胞轉譯和轉錄活化以防止病毒繼續感染。THαβ免疫反應對應的是「第二型過敏反應-抗體依賴性細胞毒性反應」（Type2 antibody dependent cytotoxic hypersensitivity），也就是過分
的THαβ激活將會導致自然殺手細胞自體免疫疾病，比如重症肌無力等屬此類。